# Love Songs (programa de rádio)
Love Songs é um programa de rádio brasileiro, veiculado na Rádio Continental FM, de Porto Alegre, apresentado pelo comunicador Arlindo Sassi. É também chamado Love Songs da Continental.
A atração principal do programa são as canções românticas que embalam a noite dos ouvintes, além dos recados de amor entre ouvintes, veiculados na voz de Arlindo Sassi, considerado um dos maiores locutores do rádio gaúcho.
A prática participação dos ouvintes da rádio junto à moderação de Arlindo passou também a se dar por meio de mensagem da plataforma eletrônica WhatsApp.

## História do programa
O Love Songs foi apresentado, entre a década de 1980 até 2015, na antiga Rádio Cidade FM, do Grupo RBS. Na época, iniciava às 21 horas, pois a Voz do Brasil era veiculada das 19h às 20h de segunda a sexta-feira. E o repertório musical era mais extenso, pois pegava também o sertanejo e o pagode romântico, este último que fazia bastante sucesso na programação da Cidade.
Teve, e ainda tem, diversos quadros, como: Tradução do Love Songs, em que uma canção romântica internacional é traduzida, verso por verso, por Arlindo Sassi; Sua História de Amor, em que Arlindo narra uma história de romantismo enviada por um(a) ouvinte. 
Com o fim da Rádio Cidade, em 2015, o Love Songs sai do ar, e Arlindo segue sua carreira atuando em outras emissoras do FM da Região Metropolitana de Porto Alegre.
A Rede Pampa de Comunicação contrata Arlindo Sassi na Rádio Continental, que resolve retomar a apresentação do Love Songs, depois de três anos e meio fora do ar, em 6 de janeiro de 2019. 

## Participação dos ouvintes
O programa, transmitido ao vivo, tem a possibilidade de interação por parte dos ouvintes através da plataforma eletrônica WhatsApp, disponibilizado pela Continental FM. Podem ser solicitadas ou sugeridas canções românticas a serem tocadas no programa, dentro dos padrões da rádio Continental, além do envio de recados para a rádio, para o apresentador ou para outros ouvintes, em especial para a pessoa amada que se queira homenagear. 
As novas tecnologias, que permitem que a rádio seja veiculada via internet (através da web ou pelo aplicativo de celular), fazem com que o Love Songs ultrapasse as fronteiras da Região Metropolitana de Porto Alegre e conquiste ouvintes de todo o território brasileiro e de todo o mundo.

## Horários
O Love Songs é transmitido de domingo a sexta-feira, no horário noturno. Desde o dia 3 de agosto de 2020, foi adicionada uma edição extra do programa, no horário do meio-dia, até as 14 horas, de segunda a sábado. Porém, a partir de 24 de outubro de 2020, o Love Songs deixou de ser veiculado aos sábados, tendo em vista a necessidade de pelo menos um dia inteiro de folga para o apresentador do programa. No entanto, a partir de 4 de janeiro de 2021, a edição do meio-dia do Love Songs deixa de ser veiculada, e Arlindo comunica que somente continuará no ar a tradicional edição noturna do programa, em virtude de desgaste, por o apresentador deslocar-se para a sede da rádio duas vezes durante o dia.